# Kristian Bilovar
Kristian Ruslanovych Bilovar (in ucraino Крістіан Русланович Біловар?, traslitterazione anglosassone: Kristian Ruslanovych Bilovar; Debrecen, 5 febbraio 2001) è un calciatore ucraino, Centrocampista, Ala della Dinamo Kiev.

## Carriera

### Club
Nel luglio del 2021 si è trasferito in prestito al Desna Černihiv nella Prem"jer-liha. Il 25 luglio ha fatto il suo debutto in campionato in casa contro il Čornomorec' allo Stadio di Černihiv, sostituendo Levan Arveladze all'87° minuto. Il 3 settembre 2021 si trasferisce in prestito al Čornomorec'. Il 23 settembre gioca in Kubok Ukraïny contro il Prykarpattja, accedendo agli ottavi di finale. Nell'estate del 2022 si trasferisce in prestito alla squadra cipriota dell'AEL Limassol dove arriva a disputare la finale di coppa cipriota nella stagione 2022-2023.

### Nazionale
Ha giocato nelle nazionali giovanili ucraine Under-17, Under-18 ed Under-19.

## Statistiche

### Presenze e reti nei club
Statistiche aggiornate al 9 maggio 2025.
| Stagione        | Squadra         | Campionato      | Campionato | Campionato | Coppe nazionali | Coppe nazionali | Coppe nazionali | Coppe continentali | Coppe continentali | Coppe continentali | Altre coppe | Altre coppe | Altre coppe | Totale | Totale |
| Stagione        | Squadra         | Comp            | Pres       | Reti       | Comp            | Pres            | Reti            | Comp               | Pres               | Reti               | Comp        | Pres        | Reti        | Pres   | Reti   |
| --------------- | --------------- | --------------- | ---------- | ---------- | --------------- | --------------- | --------------- | ------------------ | ------------------ | ------------------ | ----------- | ----------- | ----------- | ------ | ------ |
| 2021-2022       | Desna Černihiv  | PL              | 1          | 0          | CU              | -               | -               |                    | -                  | -                  |             | -           | -           | 1      | 0      |
| 2021-2022       | Čornomorec'     | PL              | 8          | 0          | CU              | 0               | 0               |                    | -                  | -                  |             | -           | -           | 8      | 0      |
| 2022-2023       | AEL Limassol    | AK              | 28         | 0          | KK              | 2               | 0               |                    | -                  | -                  |             | -           | -           | 30     | 0      |
| 2023-2024       | Dinamo Kiev     | PL              | 6          | 0          | CU              | 1               | 0               |                    | -                  | -                  |             | -           | -           | 7      | 0      |
| 2024-2025       | Dinamo Kiev     | PL              | 16         | 0          | KU              | 1               | 0               | UCL                | 3+5                | 0                  |             | -           | -           | 25     | 0      |
| Totale carriera | Totale carriera | Totale carriera | 59         | 0          |                 | 4               | 0               |                    | 8                  | 0                  |             | -           | -           | 71     | 0      |

## Palmarès

### Club

#### Competizioni nazionali
- Campionato ucraino: 1

Dinamo Kiev: 2024-2025

#### Competizioni giovanili
- Prem"jer-liha Under-21: 2

2017-2018, 2018-2019

#### Competizioni nazionali
- Campionato ucraino: 1

Dinamo Kiev: 2024-2025